# A. Piker Clerk
A. Piker Clerk, den första dagliga dagspresserien, skapad av Clare Briggs. Många källor anger 1904 som startår för A. Piker Clerk, men The San Francisco Academy of Comic Art har några strippar från december 1903 i deras samling. 